# Massospondylidae
Massospondylidae je čeleď sauropodomorfních dinosaurů. Zástupci této čeledi chodili pravděpodobně po zadních nohách a nejspíše byli všežraví až býložraví.

## Popis
Měli dlouhé bičovité ocasy, kterými se zřejmě bránili. Byli poměrně malými zástupci dříve rozlišované skupiny prosauropodů.
U samotného rodu mazospondylus byly v přední části čelisti nalezeny zuby dravce a vzadu v čelistech "sauropodní" zuby. Je velmi pravděpodobné, že byl tento zástupce skupiny všežravý.
Výzkum velkého množství dochovaných exemplářů massospondyla ukázal, že tento rod (a pravděpodobně i jeho příbuzní) vykazoval extrémní růstovou elasticitu (rozmanitost v rychlosti růstu a růstových strategiích).

## Zástupci
- Adeopapposaurus
- Glacialisaurus[2]
- ?Hortalotarsus
- Massospondylus
- Ngwevu
- Coloradisaurus
- Leyesaurus
- Lufengosaurus
- Pradhania
- Sarahsaurus